# Meyersova syntéza
Meyersova syntéza je metoda přípravy nesymetrických aldehydů pomocí hydrolýzy oxazinu.
Tento postup objevil americký chemik Albert Meyers, po kterém je pojmenován.
Výchozí látkou je 2-alkyl-dihydro-1,3-oxazin. Alfa uhlík je kyselý a může tak být snadno deprotonován silnou zásadou, jako je například butyllithium, a následně alkylován halogenalkanem. Poté dojde k redukci iminu pomocí tetrahydridoboritanu sodného a vzniklý oxazin je za přítomnosti kyseliny šťavelové hydrolyzován na aldehyd.